# OpenACC
 OpenACC  (англ. Open Accelerators) — програмний стандарт для паралельного програмування, що розробляється y Cray, CAPS, Nvidia і PGI. Стандарт описує набір директив компілятора, призначених для спрощення створення гетерогенних паралельних програм, що задіюють як центральний, так і графічний процесор.
Як і більш ранній стандарт OpenMP, OpenACC використовується для анотування фрагментів програм на мовах C, C ++ і Fortran. За допомогою набору директив компілятора програміст зазначає ділянки коду, які слід виконувати паралельно або на графічному процесорі, позначає які з змінних є загальними, а які індивідуальними для потоку і т. ін. За синтаксисом схожий з OpenMP. Стандарт OpenACC дозволяє програмісту абстрагуватися від особливостей ініціалізації графічного процесора, питань передачі даних на співпроцесор і назад і т. д.

## Історія
Творці OpenACC також беруть участь у роботі над стандартами OpenMP і планують розширити майбутні версії OpenMP для підтримки обчислювальних прискорювачів. У листопаді 2012 року був опублікований технічний звіт для обговорення та додавання підтримки акселераторів, твір не Nvidia. На конференції ISC'12 продемонстровано роботу OpenACC на прискорювачах виробництва Nvidia, AMD і Intel без публікації даних про продуктивність.
Планується об'єднати специфікації OpenACC і OpenMP, включивши в останній підтримку роботи з прискорювачами, в тому числі GPU.
Чернетка другої версії стандарту, OpenACC 2.0 був представлений в листопаді 2012 року на конференції SC12. У стандарт були додані директиви управління пересиланням даних, підтримка явних викликів функцій і роздільна компіляція.

## Підтримка в компіляторах
Реалізація OpenACC доступна в компіляторах від PGI (з версії 12.6), Cray і CAPS.
Група HPCTools з Університету Х'юстона додала підтримку OpenACC у відкритий компілятор OpenUH, заснований на кодах Open64.
У національній лабораторії ORNL був розроблений компілятор з відкритими вихідними текстами OpenARC для мови Сі, що підтримує OpenACC версії 1.0.
Безкоштовний компілятор GNU GCC підтримує OpenACC починаючи з версії 5. У версії 5.1 (22 квітня 2015 року) була додана бібліотека підтримки openacc.h. GCC версії 5.1 планується до включення в Ubuntu 15.10 (жовтень 2015 року), компілятор також доступний у складі Fedora 22 beta.

## Використання
Основним режимом використання OpenACC є директиви, точно також як і в OpenMP 3.x або більш ранньому OpenHMPP. Бібліотека підтримки надає кілька допоміжних функцій, описаних в заголовних файлах «openacc.h» для C / C ++ і «openacc_lib.h» для Fortran;.

### Директиви
У OpenACC описані різні директиви компілятора:
```
#pragma acc parallel
#pragma acc kernels
```

Обидві Прагми використовуються для визначення коду для паралельного виконання.
Основна директива для визначення і копіювання даних:
```
#pragma acc data
```

Директива, яка визначає тип паралелізму в регіонах parallel і kernels
```
 #pragma acc loop
```

Додаткові директиви
```
#pragma acc cache
#pragma acc update
#pragma acc declare
#pragma acc wait
```

### Функції бібліотеки
Деякі стандартні функції бібліотек, що реалізують OpenACC: acc_get_num_devices (), acc_set_device_type (), acc_get_device_type (), acc_set_device_num (), acc_get_device_num (), acc_async_test (), acc_async_test_all (), acc_async_wait (), acc_async_wait_all (), acc_init (), acc_shutdown (), acc_on_device (), acc_malloc (), acc_free ().